# Premi Jabuti
El Prêmio Jabuti (traduïble com premi tortuga), ideat per Edgard Cavalheiro quan presidia la Câmara Brasileira do Livro, va començar el 1959. És el més gran i tradicional premi literari del Brasil. Des de les primeres premiacions, el Premi Jabuti va créixer en importància, i al llarg dels anys, va guanyar noves categories. Avui inclou des de novel·les a llibres didàctics, d'il·lustracions, a projectes gràfics. Entre els diversos guanyadors del premi hi ha Marina Colasanti, Moacyr Scliar, Rachel de Queiroz, Carlos Heitor Cony, Chico Buarque, Gilberto Dimenstein, Carlos Drummond de Andrade, Flávio Moreira da Costa, Lygia Fagundes Telles. Eliane Brum, de reportatge 2007.